# Durobor group
Durobor Group S.A. était une entreprise belge active dans le secteur de l'industrie du verre. Elle était installée à Soignies dans le Hainaut. Elle employait 300 personnes et sa capacité hebdomadaire de production était de plus d'un million de pièces. Elle cesse son activité en 2019.

## Historique

### Origine
Les bâtiments qu'occupe le siège à Soignies sont construits au début du XXe siècle par la famille Wincqz à proximité de la Grande carrière Wincqz. Ils servent d'abord de sucrerie. Par la suite, une câblerie s'y installe. En 1928, la Compagnie internationale de gobeleterie inébréchable s'y installe grâce à des capitaux issus de la mutuelle Solvay et d'une société américaine, la Libbey Glass Manufacturing Company (en). L'entreprise, à la pointe des techniques de soufflage mécanique du verre et de découpe à chaud se taille rapidement la part du lion dans une industrie en pleine expansion. La Gobeleterie est à cette époque la première entreprise en Europe à atteindre une telle capacité de production.

### Développement
Elle dépose également un brevet lié au bourrelet de verre renforçant le bord de leurs verres. Ceci amène l'entreprise à adopter un nouveau nom en 1935 : Dur-O-Bor. Elle produit des verres, des cendriers, des biberons.
En 1957, elle lance son premier verre à pied, le Napoli, qui se maintient au catalogue au fil des années.
En 1960, la multinationale Owens-Illinois rachète 99,3% des parts de l'entreprise qui transfère son siège de Bruxelles à Soignies. En 1975 sortent les premiers verres à timbales mécaniques à fond lourd contenant une bulle d'air en leur centre, une seconde marque de fabrique pour l'entreprise. En 1980, sa production est exportée dans plus de 80 pays, cette réussite est saluée par la remise d'un Grand Oscar à l'exportation belge.

### Premières difficultés
En 1983, Durobor est rachetée par la holding belge SADETAM qui devient l'actionnaire principal de Durobor S.A.. En 1989, la SADETAM devient l'actionnaire unique. En 1993, souhaitant disposer d'un siège au Royaume-Uni, l'entreprise reprend The Ravenhead Glass Company (en). C'est un échec et le site britannique ferme ses portes en 2001. L'entreprise entame alors une longue période de difficultés. Elle relance cependant son activité avec l'invention des verrines en 2004, l'acquisition d'une nouvelle machine permettant d'imprimer des motifs décoratifs sur les verres et les bouteilles en 2005. Elle expose à Shangaï lors de Exposition universelle de 2010. En 2012 la société recapitalisée par le consortium H2-Decover devient Durobor group S.A.. Elle bénéficie d'importants investissements mais connaît également une lourde restructuration qui conduit au licenciement de 170 travailleurs. Seuls 210 travailleurs sont conservés. En 2014, l'actionnaire majoritaire H2 se retire. L'entreprise accuse le coup mais est soutenue par la Région wallonne qui décide de transformer son aide en actionnariat. Decover augmente sa participation, 18 investisseurs privés viennent également restaurer la santé financière de l'entreprise qui renoue avec la croissance au premier semestre 2015 (+15%). Elle renoue avec l'embauche, comptant 300 travailleurs et disposant de clients comme les hôtels Hilton, le Club Med, Carlsberg, Jameson ou Granini.
En juin 2017, l'entreprise est reprise par le groupe néerlandais Herman Green qui conserve 220 travailleurs et envisage de déplacer la production dans un rayon de 15 km autour de Soignies,.

### Cessation d'activité
Le jeudi 30 avril 2019, l'entreprise dépose le bilan auprès du Tribunal de l'Entreprise. Le jeudi 2 mai 2019 les deux curateurs désignés rencontrent la direction et les syndicats. Les membres du personnel sont licenciés et en partie réembauchés à durée déterminée pour honorer les dernières commandes et maintenir le four en fonction,,.